# Ordinariat für die Gläubigen der katholischen Ostkirchen in Österreich
Zum Ordinariat für die Gläubigen der katholischen Ostkirchen in Österreich gehören alle Christen der katholischen Ostkirchen in Österreich.
Die Gläubigen katholischer Ostkirchen leben zum Teil seit vielen Generationen in Österreich. Sie sind in der Regel Nachfahren unierter Katholiken aus den östlichen Gebieten der Habsburger-Monarchie (Westukraine, Rumänien, Ungarn, Kroatien und Slowakei). Durch die Zuwanderung aus Osteuropa und dem nahen, bzw. fernen Osten in den letzten Jahrzehnten hat sich nicht nur ihre Anzahl, sondern auch ihre Vielfalt vergrößert.
Die größte Ritengemeinschaft in Österreich bilden die katholischen Kirchen des byzantinischen Ritus (griechisch-katholisch), (ukrainisch-katholische Kirche, rumänisch-katholische Kirche, ruthenisch-katholische, slowakisch-katholische, ungarisch-katholische, melkitische Kirche u. a.) gefolgt von der syro-malabarischen und syro-malankarischen Kirche, den Maroniten, Chaldäern, der alteingesessenen Wiener armenisch-katholischen Kirche rund um das hier ansässige Mechitaristenkloster und einer äthiopisch-eritreisch-katholischen Gemeinde.
Das Ordinariat erstreckt sich über ganz Österreich. Es untersteht dem Dikasterium für die orientalischen Kirchen. Auf seinem kanonischen Territorium gilt das Kirchenrecht für die Ostkirchen (CCEO). Sitz des Ordinariates ist Wien.

## Geschichte
In vielen Teilen der Habsburgermonarchie gab es unierte Katholiken. Schon 1611 wurde von Zagreb aus die – kurzlebige – unierte serbisch-griechisch-katholische Eparchie Marča errichtet, und auf Bitte von Kaiserin Maria Theresia hin 1777 als griechisch-katholisches Eparchie Križevci errichtet. Gläubige des griechisch-katholischen Ritus gab es besonders auch in Siebenbürgen (rumänisch) und später dann auch in Galizien und Lodomerien (ruthenisch und ukrainisch).
In Wien übergab Maria Theresia am 7. Oktober 1775 Konvikt und Kirche St. Barbara an die griechisch-katholische Kirche, um die Priesterausbildung in die Hauptstadt zu verlegen. Diese Gemeinde wurde von Kaiser Josef II. am 20. April 1784 zur ersten Pfarre für griechisch-katholische Gläubige in Wien erhoben. Dies gilt als Anerkennungsdatum der griechisch-katholischen Kirche in Österreich. Ab 1819 unterstand diese Pfarre der geistlichen Jurisdiktion des Lemberger Metropoliten.
Nach dem Zusammenbruch der Monarchie ersuchte der Lemberger Metropolit Andrej Scheptyzkyj die Ostkirchenkongregration, eine neue Zuordnung der Pfarre St. Barbara vorzunehmen, da Wien und Lemberg nun in verschiedenen Staaten lagen. Dies passierte mit einem Dekret der Kongregation vom 12. Dezember 1935, wodurch die Jurisdiktion über die Pfarre dem Wiener Erzbischof übertragen wurde, der diese ad personam als Delegat der Ostkirchenkongregation ausübte. Die Pfarre war damit direkt dem Hl. Stuhl unterstellt.
Im Oktober 1945 übertrug die Kongregation dem Wiener Erzbischof alle einem Diözesanbischof zukommenden Vollmachten. Daraufhin bestellte am 1. November 1945 der Wiener Erzbischof Theodor Innitzer den ersten Generalvikar für die Katholiken des byzantinischen Ritus in Österreich, Myron Hornykewytsch. Mit einem Dekret der Kongregation für die orientalischen Kirchen vom 13. Juni 1956 wurde der Wiener Erzbischof ausdrücklich mit der „iurisdictio ordinaria et exclusiva“ betraut. Sie bezog sich auf alle katholischen Gläubigen des byzantinischen Ritus in Österreich („in universa Austria commorantes“). Ab 1987 wurde dieses Amt erstmals als „Ordinarius für die Gläubigen des byzantinischen Ritus in Österreich“ bezeichnet.
Am 20. Juli 2018 erweiterte Papst Franziskus die Jurisdiktion des Ordinariats auf alle Gläubigen katholischer Ostkirchen, die in Österreich leben. Daher wurde dieses in „Ordinariat für die Gläubigen der katholischen Ostkirchen in Österreich“ umbenannt. Wörtlich heißt es in dem von Kardinal Leonardo Sandri unterzeichneten Dekret:

„...Katholiken der Ostkirchen von mehreren Kirchen eigenen Rechts halten sich ebenfalls gemeinsam mit den Katholiken des byzantinischen Ritus in Österreich auf. Damit deren Seelsorge gefördert werde, verfügte der Heilige Vater Papst Franziskus am 20. Juli 2018 die Ausweitung der Jurisdiktion des Ordinariats für Österreich auf alle Gläubigen der katholischen Ostkirchen, die keinen zuständigen Hierarchen einer Kirche eigenen Rechts haben. Alle gegenteiligen Verfügungen, auch wenn sie besonderer Erwähnung würdig wären, stehen dem in keiner Weise entgegen.“

Mit dieser Umstrukturierung stieg die Zahl der Pfarren, Priester und Gläubigen in der Jurisdiktion des Ordinariats. Hatten ihm 2010 noch nur neun Pfarren angehört, in denen zwölf Priester rund 8.000 Gläubige betreuten, waren es nach der Umstrukturierung 2020 bereits 24 Pfarren, in denen etwa 33 Priester 10.870 Gläubige betreuten. Mit Jänner 2025 gehören dem Ordinariat 33 Gemeinden, 80 Priester und schätzungsweise zwischen 18.000 und 20.000 Gläubige an.
Die Zahl der Gläubigen der katholischen Ostkirchen in Österreich ist in den vergangenen Jahren durch Immigration stark gewachsen: Einerseits aufgrund von Flucht griechisch-katholischer Gläubiger aus der Ukraine und orientalischer Christen aus dem Nahen Osten, andererseits durch anders bedingte Zuwanderung.
Die bisher letzte Priesterweihe (Hierotonie) für das ostkirchliche Ordinariat in Österreich war am 26. Mai 2018 in St. Barbara in Wien. Damals weihte der Sekretär der Kongregation für die Ostkirchen Erzbischof Cyril Vasil' (seit 2021 Bischof der Eparchie Košice) Diakon John Reves (Seelsorger in Salzburg) zum Priester.

## Ordinarien und Generalvikar

### Ordinarius
- Theodor Kardinal Innitzer ad personam (12. Dezember 1935–9. Oktober 1955)
- Franz König (13. Juni 1956–1985, emeritiert)
- Hans Hermann Groër OSB (21. Februar 1987– 14. September 1995, emeritiert)
- Christoph Schönborn OP, seit dem  6. November 1995

### Generalvikar (Protosyncellus)
- Myron Hornykewytsch (1. November 1945–1959)
- Alexander Ostheim-Dzerowycz (1996–14. September 2011)[6]
- inž.-ėkon. Mag. Lic. theol. Yuriy Kolasa (seit 15. September 2011)

## Gemeinden

### Pfarren und Seelsorgestellen
Sechs ukrainisch-griechisch-katholische Seelsorgestellen (Wien, Salzburg, Graz, Linz, Innsbruck, Feldkirch) . Acht rumänisch-griechisch-katholische Seelsorgestellen (je 2 in Wien, Graz, Wiener Neustadt, Linz, Murau, Krems). Eine melkitisch-griechisch-katholische Seelsorgestelle (Wien), slowakisch-griechisch-katholische Gemeinde (Wien), eine deutschsprachige griechisch-katholische Gemeinde (Wien), ein deutschsprachiges Byzantinisches Gebetszentrum (Salzburg), eine Katholische Hochschule ITI (Trumau): Gottesdienste im byzantinischen Ritus, zwei chaldäische Seelsorgestellen, eine Maroniten-Gemeinde. Andere katholische Christen aus dem Nahen Osten (koptisch-katholisch, syrisch-katholisch etc.) Syro-Malabar-Seelsorgestellen, eine Syro-Malankar-Gemeinde sowie eine Gemeinde und ein Kloster der Armenischen Katholiken.

### Ukrainische griechisch-katholische Gemeinden in Österreich
Die Ukrainische Griechisch-Katholische Kirche war ein Zweig der Ukrainisch-Orthodoxen Kirche, der in der Kirchenunion von Brest 1596 die Gemeinschaft mit dem Papst aufnahm, dabei jedoch Liturgie und jurisdiktionelle Sonderstellung behielt. Sie hat ihren Schwerpunkt in der Westukraine.
Die erste Kirchengemeinde im heutigen Österreich entstand im Jahre 1783 in Wien, als Galizien und Lodomerien im Zuge der Polnischen Teilungen Teil der Habsburgermonarchie geworden waren und Ukrainer, auch Ruthenen genannt, vermehrt in die Hauptstadt des Reiches kamen. Schon 1773 hatte Maria Theresia das aufgehobene Wiener Jesuitenkonvikt als Barbareum den Griechisch-katholischen übergeben.
Nach dem Ende des 2. Weltkriegs stieg die Zahl der ukrainischen griechisch-katholischen Gläubigen in Österreich erneut deutlich an. Die neu Angekommenen wanderten mehrheitlich nach Nordamerika und Australien weiter. In den 1990er Jahren flüchteten ukrainisch griechisch-katholische Kriegsflüchtlinge aus Bosnien-Herzegowina, überwiegend aus den Gebieten der Republika Srpska, nach Österreich und es fanden erneut vermehrt Emigrationen aus der Ukraine und Polen statt, wodurch die Zahl der Gläubigen wiederum anstieg.
Ihre Zentralpfarrei befindet sich an der Barbarakirche. Außer in Wien finden sich derzeit ukrainisch griechisch-katholische Kirchengemeinden in St. Pölten, Linz, Salzburg, Innsbruck, Bregenz, Graz, Wiener Neustadt, Eisenstadt, Baden, Klagenfurt. Es gibt auch unregelmäßige Gottesdienste in Steyr, Krems usw.

### Rumänische griechisch-katholische Gemeinden in Österreich
Unter den Katholiken des byzantinischen Ritus in Österreich haben viele ihre Wurzeln in der Rumänischen griechisch-katholischen Kirche.
Gemeinden gibt es in Wien (Rochuskapelle Penzing) und Graz (Barmherzige Brüder Eggenberg).
Es gab auch eine Gemeinde in Salzburg, die in den 1950er-Jahren wieder aufgelöst wurde.

### Liste der Gemeinden mit Kirchen, Kapellen und Seelsorgestellen
- Pf. … Pfarre, Org. … Sonstige Organisation
- Sitz … Gemeinde, Ortschaft/Stadtteil
- Konf. … griechisch-katholische Konfession bzw. Liturgiesprache; Ust. … Unterstellung
- Seit: gen. … erstgenannt, err. … errichtet
- Patr. … Patrozinium in Klammer ist das vor Ort gebrauchte Kalendersystem genannt, das Patroziniumsdatum ist gregorianisch gegeben
- Spalte Kirchen:  Sortierbar nach Rang der Kirche

| Pf./Org.                                                           | Sitz                             | Konf./Ust.         | Seit            | Patr.                                         | Kirchen, sonst. Seelsorgestellen |
| ------------------------------------------------------------------ | -------------------------------- | ------------------ | --------------- | --------------------------------------------- | --- |
| Zentralpfarre St. Barbara                                          | Wien-Innere Stadt (1.)           |                    | 1783 (W)        | Hl. Barbara (4. Dez., jul.)                   | Kirche: Barbarakirche (W) ökumen. Schlosskapelle Trumau (NÖ), Byzantinische Kapelle in der Kartause Maria Thron (Gaming, NÖ); Byzantinische Kapelle im Stift Geras (NÖ); sonstige griech.-kath. Seelsorge; (W); Studentenseelsorge ITI Trumau |
| Ukrainische Gemeinde Wien                                          | Wien-Innere Stadt                | ukr.               | 1783 (1773) (W) | Hl. Barbara (4. Dez., jul.)                   | Kirche: Barbarakirche (W) Seelsorge SMZ-Ost (Wu) |
| Seelsorgestelle Westösterreich / Ukrainische Gemeinde Salzburg     | Salzburg-Linke Altstadt          | ukr. (Wien)        | 1970er          | ? (greg.)                                     | Kirche: Markuskirche (ehem. Ursulinenkirche, Rektorat) (S) Byzantinisches Gebetszentrum Salzburg (dt.) |
| Ukrainische Gemeinde Innsbruck                                     | Innsbruck-Innenstadt             | ukr. (Westösterr.) | 1970er          | Hll. Wolodymyr und Olha (15./11. Juli, greg.) | Kapelle der Hll. Wolodymyr und Olha im Collegium Canisianum (I) |
| Ukrainische Gemeinde Linz                                          | Linz-Innenstadt                  | ukr. (Wien)        | 1970er          | Hl. Josaphat (12. Nov, greg.)                 | Gastkirche: Alter Dom |
| Ukrainische Gemeinde Graz                                          | Graz-Lend                        | ukr. (Wien)        | 1970er          | ? (greg.)                                     | Gastkirche: Schatzkammerkapelle der Kirche Mariahilf Graz (G) |
| Rumänische Pfarre Wien – Biserica greco-catolică română din Viena  | Wien-Penzing (14).               | rumän.             | 1970er          | ?                                             | Kirche: Rochuskapelle Krankenhausseelsorge GZ Baumgarten, Hanusch-KH, SMZ-Ost (Wr) |
| Rumänische Gemeinde Graz – Biserica greco-catolică română din Graz | Graz-Eggenberg                   | rumän. (Wien)      | 1980er          | Hl. Johannes der Evangelist (27. Dez.)        | Gastkirche: Nothelferkirche; Krankenhausseelsorge KH Barmherzige Brüder (Eggenberg) |
| Melkitische Gemeinde Wien (Wm)                                     | Wien-Heiligenstadt (19. Döbling) | melk.              | 1970er          | ?                                             | Gastkirche: Hl. Jakob |
| Deutsche Gemeinde Wien                                             | Wien-Innere Stadt (1.)           | dt.                | 1980er          | ?                                             | Kirche: Barbarakirche (W) Seelsorge für die griech.-kath. Ungarn (Wd) |

(W) Wien, St. Barbara: Niederlassung Barbareum 1773; Kirche ursp. jesuitisch 1573; Fassade 1842; rutenische Provision der röm-kath. Pfarre Hl. Canisius (9. Alsergrund)
(Wu) Wien, ukrainisch: Provision der röm-kath. Pfarre Hl. Johannes Nepomuk (Münichsthal, NÖ), Kaplanei in Hl. Familie (Neu-Ottakring, 16.)
(S) Salzburg: bis 1999 in der Kajetanerkirche der Barmherzigen Brüder; die Markuskirche ist eigentlich von 1705, seit 2000 Interieur mit Ikonostase (Lettner)
(I) Innsbruck: nach 1910, Kapelle nach Umzug im Gebäude 3. Oktober 2002 neu geweiht;
 Pfarrei in St. Josef d.Arb. (Ötztal-Bahnhof) und Hll. Chrysanth und Daria (Haiming)
(G) Simultan mit den russischen-orthodoxen Gemeinde Maria Schutz
(Wr) Wien, rumänisch: Kaplaneien in den röm-kath. Pfarren St. Jakob (Penzing, 14.), Maria im Elend (Leopoldau, 21.); Seelsorge in St. Georg (Kagran, 22.)
(Wm) Wien, melkitisch: derzeit nur in Seelsorge besetzt
(Wd) Wien, deutsch: seit 2004 Provision der röm-kath. Pfarre St. Nikolaus (Stammersdorf, 21.) 

## Statistik
| Jahr                              | Bevölkerung | Bevölkerung | Bevölkerung | Priester     | Priester         | Priester       | Priester               | Ständige Diakone | Ordensleute  | Ordensleute      | Gemeinden | Gemeinden          |
| Jahr                              | Katholiken  | Einwohner   | %           | Gesamtanzahl | Diözesanpriester | Ordenspriester | Katholiken je Priester | Ständige Diakone | Ordensbrüder | Ordensschwestern | Pfarren   | Seelsorgestationen |
| --------------------------------- | ----------- | ----------- | ----------- | ------------ | ---------------- | -------------- | ---------------------- | ---------------- | ------------ | ---------------- | --------- | ------------------ |
| 1969                              | 4.180       |             |             | 8            | 6                | 2              | 522                    |                  | 2            |                  | 1         |                    |
| 1980                              | 3.500       |             |             | 2            | 2                |                | 1.750                  | 1                |              | 1                | 7         |                    |
| 1990                              | 4.000       |             |             | 2            | 2                |                | 2.000                  |                  |              | 1                | 9         |                    |
| 1999                              | 5.000       |             |             | 5            | 5                |                | 1.000                  | 1                |              | 1                | 9         |                    |
| 2000                              | 5.000       |             |             | 5            | 5                |                | 1.000                  | 1                |              | 1                | 9         |                    |
| 2001                              | 5.000       |             |             | 6            | 6                |                | 850                    |                  |              | 1                | 9         |                    |
| 2002                              | 8.000       |             |             | 12           | 12               |                | 650                    |                  |              |                  | 9         |                    |
| 2003                              | 8.000       |             |             | 12           | 12               |                | 650                    |                  |              |                  | 9         |                    |
| 2004                              | 8.000       |             |             | 12           | 12               |                | 650                    |                  | 3            |                  | 9         |                    |
| 2009                              | 10.000      |             |             | 23           | 23               |                | 450                    |                  |              |                  | 9         |                    |
| 2018: Erweiterung des Ordinariats |             |             |             |              |                  |                |                        |                  |              |                  |           |                    |
| 2021                              | 10.060      |             |             | 79           | 41               | 38             | 250                    | 1                | 40           |                  | 1         | 24                 |
| 2023                              | 10.100      |             |             | 83           | 45               | 38             | 100                    | 1                | 40           |                  | 1         | 25                 |

## Nachweise
1. ↑  Geschichte. Pfarre St. Barbara, abgerufen am 23. Januar 2025 (ukrainisch).
2. ↑  Jurisdiktion des Erzbischofs von Wien über die Katholiken des byzantinischen Ritus in Österreich.: Wiener Diöcesanblatt / Wiener Diözesanblatt, Jahrgang 1936, S. 69 (online bei ANNO).
3. 1 2 3  Ordinariat. Ordinariat für die Gläubigen der katholischen Ostkirchen in Österreich, abgerufen am 23. Januar 2025.
4. ↑  Publikationen Ordinariat der katholischen Ostkirchen in Österreich: Amtsblätter. Abgerufen am 6. Januar 2021.
5. ↑  Priesterweihe im byzantinischen Ritus am Samstag in Wien. Abgerufen am 24. Januar 2021.
6. ↑  In Memoriam: Prälat Alexander Ostheim-Dzerowycz. Erzdiözese Wien, abgerufen am 23. Januar 2025.
7. ↑  Seelsorgestellen katholische Ostkirchen Österreich: Seelsorgestellen. Abgerufen am 6. Januar 2021.
8. ↑  Hl. Messen in anderen Sprachen (Memento vom 16. Mai 2008 im Internet Archive), Kath. Stadtkirche Graz
9. ↑  Geschichte → Pfarre Wien (Memento vom 4. März 2016 im Internet Archive), ruk-wien.at (rumänisch)
10. ↑  Byzantine Chapel Consecration – March 2007 (Memento vom 3. Juli 2007 im Internet Archive), iti.ac.at
11. ↑  Byzantinische Kapelle (Memento vom 14. Juli 2014 im Internet Archive), stiftgeras.at
12. ↑  Internationales Theologisches Institut, Hochschule für Katholische Theologie, Schloss Trumau: Zentrum Für Ostkirchliche Studien
13. ↑  Patrozinium 2024 „Hl. Josaphat“. Abgerufen am 22. Januar 2025.
14. ↑  Kapelle (Memento vom 24. Februar 2015 im Internet Archive), ukrainische-kirche-innsbruck.at
15. ↑  Pfarre Ötztal-Bahnhof (Memento vom 15. August 2014 im Internet Archive)
16. ↑  Pfarre Haiming (Memento vom 24. Juni 2013 im Internet Archive)
17. ↑  Hl. Messen in anderen Sprachen, Christliche Kirchen in der Steiermark – Ökumene. Geschwister im Glauben., beide Katholische Kirche Steiermark > Pfarren;
Russisch-orthodoxe Kirche (Memento vom 14. November 2010 im Internet Archive), Ökumenisches Forum Steiermark
18. ↑  Pfarre Stammersdorf (Memento vom 20. Juni 2012 im Internet Archive)
19. ↑  Austria, Faithful of Eastern Rites (Ordinariate). In: Catholic-Hierarchy. Abgerufen am 23. Januar 2025 (englisch).
20. ↑  Ordinariate of Ordinariat d’Autriche de rite oriental, Austria 🇦🇹 (Eastern Rite). In: Giga-Catholic. Abgerufen am 23. Januar 2025 (englisch).

Koordinaten: 48° 12′ 33,9″ N, 16° 22′ 25,4″ O